# Roberto Livraghi
Roberto Livraghi (La Spezia, 18 marzo 1937) è un compositore e dirigente sportivo italiano.
Nasce alla Spezia, ma si trasferisce subito a Genova dove abiterà fino al 1963. Dopo il liceo classico, si iscrive alla facoltà di giurisprudenza. Attratto dalla musica sin da giovanissimo e impegnato con il padre nell'azienda navale di questi, non conseguirà la laurea, pur mancandogli pochi esami.

## Biografia

### Attività musicale
Autodidatta, dopo aver scritto le musiche per alcune riviste studentesche, prima fra tutte la Compagnia Baistrocchi, debutta come compositore, e tra la fine degli anni cinquanta e gli inizi dei '60 scrive alcune canzoni portate subito al successo da vari artisti: Maria, cantata da Don Marino Barreto Junior; Sogno d'estate (testo di Giuseppe Bruni), cantata da Fred Buscaglione; Ho sognato d'amarti, cantata da Bruno Martino, che inciderà anche È lei (testo di Leo Chiosso), Saprò aspettarti, e Coriandoli (testo di Leo Chiosso, cantata anche da Mina); Bene e male cantata da Johnny Dorelli; Aiutami a piangere (testo di Antonella De Simone, cantata da Connie Francis e Betty Curtis).
Nel 1963 si trasferisce a Milano per dedicarsi a tempo pieno alla musica e apre una casa editrice in società con Ladislao Sugar: le Edizioni Fiera.
Nei cinque anni seguenti scrive molte canzoni tra cui:
I giorni dell'amore, testo di Leo Chiosso, cantata da Ornella Vanoni; È giusto, testo di Franco Specchia, cantata da Marie Laforêt; Val la pena, testo di Mogol e Mimma Gaspari, musica di Roberto Livraghi ed Enrico Polito, cantata da Elke Sommer; L'estate corta, testo di Franco Specchia cantata dalle Gemelle Kessler; Tutto da rifare, scritta con Bigazzi e Cavallaro e cantata da Caterina Caselli; Tutti sono andati (testo di Mogol) e Non battere cuore mio (scritta con Daniele Pace e Mario Panzeri) incise da Gigliola Cinquetti.
Su testo di Giorgio Calabrese scrive due canzoni in dialetto genovese: A rappa, incisa da Bruno Lauzi, e Mae ben, incisa dallo stesso Lauzi e da Gino Paoli. Con un testo di Mogol e Mimma Gaspari scrive Attaccata al soffitto per Adriano Celentano, che all'ultimo momento decide di farla cantare al nipote Gino Santercole.
Nel 1967 Vicky Carr, Cilla Black e Carolyn Franklin incidono una canzone che non sarà mai incisa in Italia ma che ottiene un buon successo all'estero, There I go. Nello stesso anno, dalla collaborazione con Daniele Pace e Mario Panzeri, che aveva dato vita a molte canzoni incise da vari artisti, nasce Quando m'innamoro, che, partendo dal Festival di Sanremo 1968 cantata da Anna Identici e dai Sandpipers ottiene, grazie al disco inciso da Englebert Humperdinck, un successo enorme, e in poco tempo, con il titolo inglese di A man without love, va ai primi posti delle classifiche di vendita di tutto il mondo. In Francia è eseguita e portata al successo da Joe Dassin. Tra i molti dischi di tutto il mondo esiste una versione in varie lingue di Gigliola Cinquetti. Nel 2006 Andrea Bocelli la incide per il suo album Amore. Contemporaneamente John Turturro la sceglie per il suo film Romance & Cigarettes con Susan Sarandon, dove compare preminentemente e viene usata per i titoli di testa.
Alla fine degli anni sessanta scrive con Alberto Testa due canzoni per bambini, La luna è matta e La moto da motocross, che parteciperanno per due anni consecutivi allo Zecchino d'Oro.
Nel 1974 mette in musica tredici poesie dal libro di Paul Géraldy Toi et Moi, e con lo stesso titolo esce un album cantato da Johnny Dorelli e Catherine Spaak, con gli arrangiamenti e la direzione dell'orchestra di Gianni Ferrio e la partecipazione di alcuni jazzisti italiani del periodo.
È iscritto alla SIAE dal 1953.

### Dirigenza sportiva
Nel 1977 è costretto per ragioni personali ad abbandonare l'ambiente musicale e, dopo essersi occupato dell'azienda paterna a Genova, inizia una nuova carriera, quella di dirigente nello sport del golf, che lo porterà ai vertici italiani ed europei: dal 1986 al 1996 è Presidente del Golf Club Milano; dal 1983 al 1988 è Consigliere della Federazione Italiana Golf; ne diviene Vice Presidente nel 1988 e resta con questa carica sino al 1996, anno in cui è eletto Presidente. Resta in carica sino al 2000.
Nel 1989, viene eletto nel Consiglio dell'Associazione Europea di Golf, nel 1991 è nominato President Elect, nel 1993 diviene Presidente e dal 1995 al 1997 è Past President. Oggi è Presidente Onorario. Ha fatto anche parte del Consiglio direttivo della World Golf Association.
Dal 1983 è socio del Royal and Ancient Golf Club of St. Andrews.

### Ritorno alla musica
Dopo aver abitato per molti anni in Brianza, in Borgogna e negli ultimi anni a Fano, dopo aver sentito il "richiamo delle origini", è tornato alla sua Liguria: dopo aver vissuto tra la Brianza, Fano, Nervi e la Borgogna, è tornato alla musica: avere scritto una canzone con testo di Lina Sotis dal titolo La prima volta di tutto ha dato il via ad una nuovamente prolifica attività di compositore alla quale, visto che "il mestiere" dell'autore non esiste più, ha affiancato quella di produttore discografico.
Tra la fine del 2009 e l'inizio del 2010 ha prodotto un cd con la Colours Jazz Orchestra, una Jazz big band composta da musicisti marchigiani diretta da Massimo Morganti, che sta avendo un buon successo di pubblico e di critica, a cui si sono aggiunti il trombettista Franco Ambrosetti, l'armonicista Luigi Ferrara, il violoncellista Giovanni Scaglione e la cantante Diana Torto. Il CD, dal titolo Quando m'innamoro in jazz, presenta 9 pezzi, tutti di Livraghi, sei "vecchi" - Quando m'innamoro, Coriandoli, Maria, Sogno d'estate, Se per te c'è soltanto quell'uomo (There I go), Mae ben - e tre nuovi - Toccare il fondo, La prima volta di tutto e Waltz for Bi.
Ha recentemente composto una Messa eseguita spesso sia in Italia che all'estero e che è stata pubblicata in rete con il titolo di "Holy Mass in jazz". Si può ascoltare in due versioni: una cantata dal Coro della Parrocchia Santa Maria del Carmine di Fano, l'altra dallo stesso Livraghi. Sempre in rete è disponibile una versione suonata al pianoforte dall'autore di "Buon viaggio (for Mario)", la struggente musica dedicata al grande amico Mario Camicia scritta per salutarlo e ricordarlo quando ci ha lasciato.
Nel giugno 2012 è uscito un CD di Renato Sellani dal titolo "Quando m'innamoro" nel quale il pianista interpreta nove brani del compositore ligure, il quale ha dichiarato che questa pubblicazione, più che un semplice CD, è un libro di poesie nel quale Sellani interpreta tre classici come Quando m'innamoro, Ho sognato d'amarti grande successo di Bruno Martino, Sogno d'estate partito con una fortunata incisione di Fred Buscaglione, Toccare il fondo. Waltz for Bi e La prima volta di tutto registrati dalla Colours Jazz Orchestra nel CD Quando m'innamoro in jazz e tre brani nuovi E se improvvisamente....., Una canzone tempo fa delle quali ha scritto anche i testi, oltre a una delicata Ave Maria. Nel mese di settembre 2015 è prevista l'uscita del volume 2
È nel mese di settembre 2013 che vede la luce quello che l'autore definisce "la realizzazione del sogno della mia vita di musicista": l'uscita del CD Quando m'innamoro in samba. È prodotto da Roberto Livraghi stesso e a suonare c'è una costola della Colours Jazz Orchestra: per questo l'ensemble prende il nome di Latin Colours Jazz Orchestra. Ne fanno parte Emilio Marinelli al pianoforte, Gabriele Pesaresi al contrabbasso, Massimo Manzi alla batteria, Massimo Morganti al trombone, Simone La Maida ai sassofoni. A loro si sono uniti Franco Ambrosetti al flicorno, Giovanni Scaglione al violoncello, Luigi Ferrara all'armonica e due artisti brasiliani: Roberto Taufic alla chitarra e Gilson de Silveira alle percussioni. Laura Avanzolini canta in cinque pezzi e Livraghi in uno come cammeo dell'autore. La direzione è di Massimo Morganti che ha anche curato gli arrangiamenti di sette brani mentre due sono stati scritti da Simone La Maida e i restanti due da Emilio Marinelli. Oltre a Quando m'innamoro con un particolarissimo e nuovo arrangiamento in minore, i brani datati presenti sono: Aiutami a piangere, Ho sognato d'amarti,  'A rappa e Verrai, verrai, verrai!. Nel repertorio figurano le recenti E se improvvisamente...!, "Una canzone tempo fa", Ave Maria e le nuovissime Riproviamoci, con testo di Lina Sotis, Cadendgi dao balcao e Buon viaggio (for Mario). Si tratta di un CD tutto basato su ritmi brasiliani diversi da brano a brano e all'uscita il CD sta avendo un buon successo di pubblico e soprattutto di critica.
Nel Giugno del 2014 vede la luce il nuovo progetto dal titolo Quando m'innamoro.....in duo con Franco Ambrosetti al flicorno e Dado Moroni al pianoforte nel quale vengono proposti undici brani di Livraghi. Si passa da "Quando m'innamoro" arrangiata in 6/8 e scritta con Pace e Panzeri a Mae ben (testo di Giorgio Calabrese), da Se per te c'è soltanto quell'uomo ( There I go) (Francesco Specchia) a Mea culpa, tratto da Toi et Moi di Paul Geraldy a Waltz for Bi, scritta per la moglie Maria Luisa, da Se questo fosse un grande amore (Klaus Aulehla) a Verrai, verrai, verrai con testo di Leo Chiosso e Riproviamoci (Testo di Lina Sotis) per concludere con Maria, il primo successo nel 1958 con l'incisione di Don Marino Barreto jr, la struggente Buon viaggio (for Mario) e Coriandol (Leo Chiosso) portata al successo da Mina all'inizio degli anni '60. Si tratta di un CD in cui Ambrosetti e Moroni danno il meglio alternandosi in una serie di interpretazioni ed improvvisazioni che, pur nascendo dalla loro tecnica e preparazione eccezionali, danno vita ad una serie di situazioni nate dal cuore che danno emozioni fortissime all'ascoltatore.
Nel 2016 Livraghi ha prodotto due concerti al Teatro Duse di Genova: in Febbraio Franco Ambrosetti e Dado Moroni hanno eseguito il repertorio del CD Quando m'innamoro in duo e a Marzo si è esibita la Latin Colours Jazz Orchestra che ha suonato i brani inclusi nel CD "Quando m'innamoro in samba". Nel corso di quest'ultimo concerto Livraghi, accompagnato dall'orchestra, ha cantato al pianoforte un medley delle sue canzoni più famose. Nel marzo del 2018 un altro concerto, sempre al Teatro Duse di Genova, nel corso del quale Fabrizio Bosso e la Colours Jazz Orchestra si sono esibiti nei brani contenuti nel CD Quando m'innamoro in jazz.
Nel gennaio del 2020 ha pubblicato un libro per le Edizioni Archinto dal titolo "Musica, golf e...qualcos'altro" nel quale racconta le sue esperienze in due discipline così diverse tra loro. Alla fine del 2021 è uscito il suo secondo libro dal titolo "Tre anni in Bourgogne" dove  racconta il suo amore per una casa nel paesino dove è stato girato il film "Chocolat" e le amicizie con vari personaggi tra cui un cuoco famoso. Nel 2024 ha pubblicato un terzo libro dal titolo "La mia Inter".
Innamoratosi del lago di Braies, dove era stato per la prima volta nel 1952, dopo aver passato molto tempo all'Hotel Lago di Braies, oggi vive a Dobbiaco per essere vicino al suo lago per il quale ha composto la canzone "Il lago di Braies".